# Triffyn Farfog
Tryffin Farfog roi de Dyfed fl. 480

## Origine
Tryffin est le fils présumé d'Aed Brosc, et le petit-fils d'Eochaid Allmuir, bien qu'avec lui les noms des souverains se présentent désormais sous une forme romano-celtique et non plus gaëlique. Tryffin semble être la transcription de Tribunus comme le nom de son fils Aircol celle d'Agricola et de le nom de son petit-fils Vortiporius correspond au latin Protector.
Selon la tradition Tryffin est surnommé Farfog c'est-à-dire « Barbu ». il épouse la fille de Clotri un seigneur breton du Dyfed descendant de Magnus Maximus. Bien que dans la décennie 470 les forces romaines aient depuis longtemps abandonné la Bretagne romaine, la culture romaine tente de se maintenir dans la région de Gloucester et dans le sud-ouest du Pays de Galles et il est possible que cette influence se soit étendue jusqu'au domaine des Demetae et qu'une lignée de famille régnante d'origine Déisi se soit romanisée en adoptant des noms latinisés en servant dans les armées d'Ambrosius Aurelianus. Cunedda et ses fils sont réputés avoir expulsé les irlandais du nord du Pays de Galles en les repoussant vers le sud. C'est sans doute à cette époque que le sud du territoire des Demetae se divise en deux parties, l'est devenant le Brycheiniog et l'ouest le royaume de Dyfed.